# Turandot
Turandot er en opera i tre akter af Giacomo Puccini til en italiensk libretto Giuseppe Adami og Renato Simoni. Selv om Puccinis første interesse for emnet skyldtes læsning af Friedrich Schillers bearbejdning af skuespillet, er hans værk fortrinsvis baseret på Schillers forlæg, den tidligere tekst Turandot af Carlo Gozzi. Turandot var ufærdig ved Puccinis død og blev færdiggjort af Franco Alfano. Uropførelsen fandt sted på Teatro alla Scala i Milano den 25. april 1926 med Arturo Toscanini som dirigent. Ved denne forestilling blev kun Puccinis musik og ikke Alfanos tilføjelser spillet. Den senere uropførelse af operaen i Alfanos version blev dirigeret af Ettore Panizza.

## Navnets oprindelse
Turandot er et persisk ord og navn, der betyder "datter af Turan"; Turan er en region i Centralasien, der oprindelig var en del af det persiske imperium.
På persisk er eventyret kendt som Turandokht, hvor "dokht" er en sammentrækning af dokhtar (der betyder datter). Både "kh" og "t" udtales tydeligt i dette ord, men ifølge Puccini-specialisten Patrick Vincent Casali, skal det sidste "t" ikke udtales i hendes eller operaens navn. Puccini udtalte det ikke selv ifølge sopranen Rosa Raisa, som var titelrollens første fortolker. Desuden insisterede Dame Eva Turner, den mest berømte Turandot fra mellemkrigstiden på at udtale ordet "Turan-do", hvilket flere tv-interview bevidner. Som Casali bemærker, gør musikken, der ledsager mange af Calafs udtaler af navnet, det næsten umuligt at sige det sidste "t". Simonetta Puccini, Puccinis barnebarn som bestyrer Villa Puccini og Mausoleum, har imidlertid erklæret, at det sidste "t" i navnet skal udtales.

## Kompositionshistorie
Historien om Turandot blev taget fra en persisk samling historier De tusind og en dages bog eller Hezar o-yek Shab (oversat i 1722 til fransk som Les Mille et un jours af François Petis de la Croix – ikke at forveksle med søsterværket Tusind og en nat), med "Turandokht", en kold tyrkisk prinsesse (fra folkeslaget, der udgøres af uigurer. Historien om Turandokht er en af de bedst kendte fra de la Croixs oversættelse, og den respekterer tidens, stedets og handlingens enhed.
Puccini begyndte at arbejde på Turandot i marts 1920 efter et møde med librettisterne Giuseppe Adami og Renato Simoni. Han begyndte at komponere i januar 1921. I marts 1924 havde han afsluttet operaen med en duet. Han var imidlertid utilfreds med den endelige udgave af duetten og fortsatte først den 8. oktober, hvor han accepterede Adamis fjerde udgave af duetteksten. Den 10. oktober fik han diagnosticeret halskræft, og den 24. november rejste han til Bruxelles for at modtage behandling der. Han gennemgik en ny og eksperimenterende stråleterapi. Puccini og hans kone fik aldrig at vide, hvor alvorlig kræftsygdommen var, da disse informationer kun blev givet til hans søn. Han døde af komplikationer af behandlingen den 29. november 1924.
Han efterlod 36 sider skitser på 23 ark til afslutningen af Turandot med instrukser om, at Riccardo Zandonai skulle afslutte operaen. Puccinis søn Tonio gjorde indsigelser, og i sidste ende blev Franco Alfano valgt til at konkretisere skitserne efter at Vincenzo Tommasini (som havde afsluttet Boitos Nerone efter komponistens død) og Pietro Mascagni var blevet forkastet. Ricordi bestemte sig for Alfano, fordi hans opera La leggenda di Sakùntala lignede Turandot med dens kraftige orkestrering. Alfanos afsluttede sin første version med et par af sine egne passager og et par sætninger blev tilføjet librettoen, som Puccini heller ikke selv havde anset for fuldstændigt færdig. Efter kritik fra redaktøren Ricordi og dirigenten Arturo Toscanini måtte han skrive en anden, strengt censureret version, der fulgte Puccinis skitser tæt i en sådan grad, at han end ikke satte dele af Adamis tekst i musik, fordi Puccini havde ikke angivet, hvordan han ville have det til at lyde. Ricordis virkelige bekymring var dog ikke kvaliteten af Alfanos arbejde, men at han ønskede, at slutningen af Turandot skulle lyde, som var den skrevet af Puccini, og at overgangen til Alfanos del skulle være umærkbar. Af denne anden udgave blev der af hensyn til Toscanini skåret tre minutter, og det er denne forkortede version, der normalt opføres ved forestillinger i dag.
Turandot fik premiere søndag den 25. april 1926 på Teatro alla Scala i Milano med Rosa Raisa i titelrollen et år og fem måneder efter Puccinis død. Den blev dirrigeret af Arturo Toscanini. I midten af tredje akt, to takter efter ordene "Liù, poesia!" standsede Toscanini orkestret og lagde dirigentstokken. Han vendte sig mod publikum og sagde: "Qui finisce l'opera, perchè en questo punto il maestro è morto" ("Her slutter operaen, for på dette sted døde il maestro"). Scenetæppet gik derefter langsomt ned. Toscanini dirigerede tilsyneladende aldrig operaen igen. Den anden og de efterfølgende forestillinger fra 1926 på Teatro alla Scala blev dirigeret af Ettore Panizza, og de brugte Alfanos slutning. Som omtalt af Ashbrook og Powers var musikken til Liùs død faktisk ikke Puccinis sidste komposition, da den var blevet orkestreret ca. ni måneder tidligere. Tenorerne Miguel Fleta og Franco Lo Giudice skiftedes om rollen som prins Calàf i den oprindelige produktion; det var Fleta, der sang rollen ved urpremieren.

## Opførelseshistorie
Turandot kom hurtigt op i andre byer: I løbet af fem år kunne den høres i Rom (Teatro Costanzi, 29. april blot fire dage efter premieren i Milano), Buenos Aires (Teatro Colón, 23. juni), Dresden (6. september i en tysk oversættelse), Venedig (Teatro La Fenice, 9. september), Wien (14. oktober), Berlin (8. november), New York (Metropolitan Opera, 16. november), Bruxelles (La Monnaie, 17. december i en fransk oversættelse), Napoli (Teatro San Carlo, 17. januar 1927), Parma (12. februar), Torino (17. marts), London (Royal Opera House, 7. juni), San Francisco (19. september), Bologna (oktober 1927), Paris (29. marts 1928), Moskva (Bolshoi-teatret, 1931).
Turandot er en fast del af det almindelige operarepertoire og figurerer som nummer tolv på Opera Americas liste over de 20 mest opførte operaer i Nordamerika.
I mange år forbød Kinas regering opførelser af Turandot, fordi man mente, at den gav et ugunstigt portræt af Kina og kinesere. I slutningen af 1990'erne blev forbuddet opgivet, og i september 1998 blev operaen opført otte gange i Den forbudte by med overdådige kulisser og soldater fra folkets befrielseshær som statister. Det var et internationalt samarbejde med instruktøren Zhang Yimou som koreograf og Zubin Mehta som dirigent. Roller blev fortolket af Giovanna Casolla, Audrey Stottler og Sharon Sweet som prinsesse Turandot samt Sergej Larin og Lando Bartolini som Calàf og Barbara Frittoli, Cristina Gallardo Domas og Barbara Hendricks som Liù.
Som med Madama Butterfly tilstræbte Puccini en antydning af asiatisk ægthed i det musikalske portræt af Kina (i det mindste for vestlige ører) ved hjælp af musik fra den pågældende region. Op til otte af de temaer, der anvendes iTurandot, synes at være baseret på traditionel kinesisk musik, og melodien fra en kinesisk sang ved navn "Mo Li Hua (茉莉花)" eller "Jasmine" er medtaget som prinsessens motiv.

### Alfanos første version
Debatten om hvilken version af slutningen, der er bedst, pågår stadig,, men der synes dog at være en vis konsensus om Alfanos første version. En undersøgelse af Puccinis skitser, som Ricordi senere gav musikhistorikere adgang til, viser, at Alfano faktisk ikke engang forsøgte at bruge alle skitserne med undtagelse af dem der havde en indlysende placering samt et kort tema, han frit forvandlede og anvendte af hensyn til den stilistiske kontinuitet. Fra 1976 til 1988 komponerede den amerikanske komponist Janet Maguire, idet hun var overbevist om, at hele slutningen stod kodet i Puccinis skitser, en ny slutning, men den er aldrig blevet opført. I 2001 kom Luciano Berio med et andet bud på en færdiggørelse ud fra Puccinis skitser, men forslaget har fået en blandet modtagelse.
Operaen med Alfanos første afslutning er blevet indspillet mere end én gang. Den første kendte liveopførelse af operaen med Alfanos oprindelige slutning blev ikke sat op før 3. november 1982 på Barbican i London, men den kan dog have været spillet i Tyskland i de tidlige år, da Ricordi havde bestilt en tysk oversættelse af teksten og en række partiturer blev trykt i Tyskland med hele denne slutscene. Partiturerne indeholder arien "Del primo pianto", som normalt ikke bliver sunget. At der findes optagelser af denne arie af fra mellemkrigstiden af sangere som Anna Roselle og Lotte Lehmann kan betyde, at operaen er blevet spillet med Alfanos første afslutning i operahusene, men der er ikke andre forhold, der kan støtte denne påstand.

## Roller
| Rolle | Stemmetype | Originalbesætning, 25. april 1926 (Dirigent: Arturo Toscanini) |
| --- | ---------- | -------------------------------------------------------------- |
| Prinsesse Turandot | Sopran     | Rosa Raisa                                                     |
| Kejseren Altoum, hendes far | Tenor      | Francesco Dominici                                             |
| Timur, tartarernes afsatte konge | Bas        | Carlo Walter                                                   |
| Den ukendte prins (Calàf), hans søn | Tenor      | Miguel Fleta                                                   |
| Liù, en slavepige | Sopran     | Maria Zamboni                                                  |
| Ping, kansler | Baryton    | Giacomo Rimini                                                 |
| Pang, majordomo | Tenor      | Emilio Venturini                                               |
| Pong, chefkok i kejserens køkken | Tenor      | Giuseppe Nessi                                                 |
| En mandarin | Baryton    | Aristide Baracchi                                              |
| Prinsen af Persien | Tenor      | Ikke navngivet i det oprindelige program                       |
| Bøddelen (Pu-Tin-Pao) | Tavs rolle | Ikke navngivet i det oprindelige program                       |
| Kejserens vagter, skarpretterens mænd, drenge, præster, mandariner, honoratiores, otte vismænd, Turandots terner, soldater, fanebærere, musikere, bejlernes spøgelser, menneskemængden |            |                                                                |

## Synopsis
Sted: Peking, Kina
Tid: Legendarisk tid

### Første akt
Foran kejserlige palads forkynder en mandarin, at hvis nogen ønsker at gifte sig med Turandot, skal han først besvare tre gåder; svarer han forkert, vil han blive halshugget (Popolo di Pechino!).
Prinsen af Persien har fejlet og skal miste hovedet, når månen står op. Folkemængden trænger sig frem mod paladsets port, men de kejserlige vagter skubber dem brutalt tilbage, hvorved en blind gammel mand bliver slået til jorden. Hans slavepige, Liù, råber om hjælp. En ung mand hører hende græde og ser, at den gamle mand er hans længe savnede far, Timur, tatarernes afsatte konge. Den unge prins er overlykkelig over at se sin far i live, men opfordrer ham til ikke at sige sit navn, fordi han frygter de kinesiske magthavere, der har erobret tartarernes land. Timur fortæller sin søn, at blandt alle hans tjenere er det kun Liù, der er forblevet tro mod ham. Da prinsen spørger hende hvorfor, fortæller hun ham, at kongen engang for længe siden smilede til hende (Indietro, cani!)
Månen stiger, og publikums råb forstummer. Den dømte prins af Persien føres frem for publikum på vej til skafottet. Den unge prins er så smuk, at mængden og prinsen af tatarterne bevæges af medfølelse og opfordrer Turandot til at skåne hans liv (O giovinetto!). Hun kommer frem og med en enkelt bydende gestus beordrer hun dødsdommen eksekveret. Tatarprinsen, der aldrig har set Turandot før, bliver straks forelsket. Han råber hendes Turandot navn (tre gange) af glæde, og den persiske prins gentager hans sidste råb. Da hans hoved skilles fra kroppen, råber folkemængden i gru.
Tatarprinsen er blændet af Turandots skønhed. Han skal lige til at gå hen til gongen og slå tre gange på den – et symbolsk udtryk for at en bejler ønsker at anmode om Turandots hånd – da ministrene Ping, Pong og Pang kommer ind og kynisk opfordrer ham til ikke at sætte sit hoved på spil for Turandot, men at vende tilbage til sit eget land (Fermo, che fai?). Timur opfordrer sin søn til at afstå fra at prøve, og Liù, der er hemmeligt forelsket i prinsen, forsøger også at råde ham fra at prøve kræfter med gåderne (Signore, ascolta!). Liùs ord rører hans hjerte. Prinsen beder hende gøre eksilet mere udholdeligt og aldrig at opgive faderen, hvis prinsen ikke kan besvare gåderne (Non piangere, Liù). De tre ministre, Timur og Liù prøver en sidste gang at få prinsen på andre tanker, men han nægter at lytte (Ah! Per l'ultima volta!).
Han siger Turandots navn tre gange, og hver gang lyder Liù, Timur og ministrenes svar: "Morte!" hvorefter mængden gisper. Prinsen løber hen til gongen, der hænger foran slottet, og slår tre gange på den og erklærer sig således som frier. Fra slottets balkon accepterer Turandot udfordringen, mens Ping, Pang og Pong griner af prinsens dumhed.

### Anden akt
Første scene

I en pavillon i det kejserlige palads før solopgang beklager Ping, Pang og Pong deres lod som ministre, mens de gennemgår dokumenter og leder uendelige ritualer. De forbereder sig til enten et bryllup eller en begravelse (Ola, Pang!). Ping længes pludselig efter sit landsted i Honan med dets lille sø omgivet af bambus. Pong husker sin lund af skove nær Tsiang, og Pang mindes sine haver nær Kiu. De udveksler glade minder fra livet udenfor slottet (Ho una casa nell'Honan), men tvinges tilbage til realiteterne og Turandots blodige styre. De ledsager løbende unge mænd til skafottet og tænker gysende på deres grufulde skæbne. Da slottets trompet lyder, gør ministrene sig parat til, at kejseren skal vise sig.
Anden scene

På slottets gårdsplads sidder kejser Altoum, Turandots far, før solopgang på sin store trone i sit palads. Han opfordrer prinsen til at trække sin udfordring tilbage, men prinsen nægter (Un giuramento atroce). Turandot kommer ind og forklarer (In questa reggia), at hendes stammoder for årtusinder siden, prinsesse Lo-u-Ling, herskede over sit rige i stilhed og glæde og kunne modstå mænds barske magt, indtil hun blev skændet og myrdet af en indtrængende fremmed prins. Lo-u-Ling lever nu igen gennem Turandot, og som hævn har hun svoret aldrig igen at lade nogen mand få hende. Hun advarer prinsen og opfordrer ham til at trække sig, men igen nægter han. Prinsessen præsenterer ham da for den første gåde (Straniero, ascolta!). Hvad fødes hver aften og dør hver morgen? spørger hun, og prinsen svarer korrekt, at det gør håbet.
Prinsessen bliver nervøs, men stiller sit andet spørgsmål (Guizza al pari di fiamma): Hvad er rødt og varmt som en flamme, men ikke ild? Efter at have tænkt et øjeblik svarer prinsen, at det er blodet. Turandot er rystet. Publikum hylder prinsen og fremprovokerer Turandots vrede. Hun stiller så sin tredje gåde (Gelo che ti da foco): Hvad er som is, men brænder som ild? Mens prinsen tænker, håner Turandot ham. Pludselig råber han med sejrsmine: "Turandot!"
Publikum hilser den triumferende tartarprins. Turandot kaster sig for sin fars fødder og bønfalder ham ham om ikke at overlade hende til prinsens nåde, men kejseren viser ingen nåde og fastholder, at en ed er hellig, og det er Turandots pligt at ægte prinsen (Figlio del cielo). Da hun råber i vrede, stopper prinsen hende og fremsætter et forslag (Tre enigmi m'hai proposto). Han siger, at hun ikke kender hans navn. Hvis hun kan finde ud af hans navn før solopgang, vil han gå i døden. Turandot accepterer. Kejseren erklærer, at han håber at kunne kalde prinsen sin søn inden solopgang.

### Tredje akt
Fra paladsets have høres herolderne samme aften udråbe Turandots kommando (Così comanda Turandot). Ingen må sove den nat i Peking, og at straffen vil være alles død, hvis ikke prinsens navn er kendt næste morgen. Prinsen afventer daggryet og forudser sin sejr (Nessun dorma).
Ping, Pong, og Pang kommer ind og tilbyder prinsen kvinder og rige gaver, hvis blot han vil opgive Turandot (Tu che guardi le stelle), men han nægter. En deling soldater slæber dernæst Timur og Liù ind. De er blevet set tale med prinsen, så man antager, at de kender hans navn. Turandot kommer ind og beordrer Timur og Liù til at tale. Prinsen fingerer uvidenhed og siger, at de intet ved. Liù erklærer, at hun alene kender prinsens navn, men at hun vil ikke afsløre det. Ping kræver at få navnet at vide, men da hun nægter, underkastes hun tortur. Liùs beslutsomhed gør indtryk på Turandot, som spørger hende, hvem der har indgivet så megen styrke i hendes hjerte. Liù svarer, at det har kærligheden. Turandot kræver, at Ping afvrister Liù navnet og torturerer hende yderligere. Liù anfører da overfor Turandot, at hun også skal lære kærligheden (Tu che di gel sei cinta). Efter at have talt drager Liù en daggert fra en soldats bælte og stikker sig selv med den. Da hun vakler hen mod prinsen og falder død om, råber mængden, at hun skal sige prinsens navn. Timur er blind, så først da man fortæller ham, at Liù er død, giver han sin smerte stemme. Timur advarer om, at guderne vil blive krænket over denne skændsel, hvorefter skam og frygt griber mængden. Den sørgende Timur og mængden følger med, da Liùs afsjælede legeme føres bort. Alle forlader prinsen og Turandot. Han bebrejder Turandot hende ondskab (Principessa di morte) og tager hende derefter i sine arme og kysser hende på trods af hendes modstand.
Puccinis værk slutter der, idet den resterende del af musikken er skrevet af Franco Alfano.
Prinsen forsøger at overtale Turandot til at elske sig. Hun frastødes i første omgang, men da han kysser hende, føler hun lidenskaben stige. Hun beder ham om at ikke at bede om mere og om at gå og tage sit mysterium med sig. Prinsen afslører da sit navn, "Calàf, søn af Timur" og lægger sit liv i Turandots hænder. Hun kan nu ødelægge ham, hvis hun ønsker det (Del primo pianto).
Anden scene

På slottets gårdsplads nærmer Turandot og Calàf sig kejserens trone ved morgengry. Hun erklærer, at hun kender prinsens navn (Diecimila anni al nostro imperatore!) Publikum hylder de to elskende (O sole! Vita! Eternità).

## Kritisk modtagelse
Selv om Turandot anerkendes for at være en af Puccinis mest eventyrlystne operaer, hvad angår tonesproget, er værket også blevet betragtet som et mangelfuldt mesterværk, og nogle kritikere har været uforbeholdent fjendtlige. Joseph Kerman skriver:
"Nobody would deny that dramatic potential can be found in this tale. Puccini, however, did not find it; his music does nothing to rationalize the legend or illuminate the characters" ("Ingen vil nægte, at der er et dramatisk potentiale i denne fortælling. Puccini finder det imidlertid ikke; hans musik gør ikke noget for at gøre legenden forståelig eller belyse personerne").
Kerman skrev også, at Turandot er mere poleret musikalsk end Puccinis tidligere opera, Tosca, men: "dramatically it is a good deal more depraved" ("dramatisk er den en hel del mere fordærvet"). En del af kritikken skyldes muligvis Alfanos slutning (Alfano II), hvor Liùs død følges næsten øjeblikkeligt af Calàfs kur til Turandot og den noget bombastiske afslutning på operaen. Berios version anses af nogle for at overvinde nogle af disse kritikpunkter, men kritikere som Michael Tanner har er ikke helt overbeviste. Han mener, at "puccinisten" Julian Buddens kritik stadig er gældende: "Nothing in the text of the final duet suggests that Calaf's love for Turandot amounts to anything more than a physical obsession: nor can the ingenuities of Simoni and Adami's text for 'Del primo pianto' convince us that the Princess's submission is any less hormonal" ("Der er intet i ordlyden til den afsluttende duet, der tyder på, at Calafs kærlighed til Turandot er mere end en fysisk besættelse: Ej heller kan sindrighederne i Simoni og Adamis tekst til 'Del primo pianto' overbevise os om, at prinsessens underkastelse er andet end hormonalt betinget").
Ashbrook og Powers mener, at det var en bevidsthed om netop dette problem – at der i teksten ikke blev lagt ordentligt op til Turandots skift kombineret med en alt for vellykket behandling af den sekundære figur, Liù – der bidrog til Puccinis manglende evne til at fuldende operaen.
Med hensyn til Liùs stærkt troværdige selvopofring, der står i modsætning til de to mytiske hovedpersoners handlinger, ser biografiskrivere paralleller i Puccinis eget liv. Han havde haft en ansat ved navn Doria, som blev anklaget af Puccinis kone for at indlede en affære. Beskyldninger eskalerede i en sådan grad, at Doria begik selvmord: Obduktionen afslørede, at hun døde som en jomfru. I Turandot brugte Puccini megen energi på Liùs lidelser, som han også havde i forhold til mange af sine tidligere heltinder. Ifølge M. Owen Lee var Puccini imidlertid på fremmed grund, da det kom til fortællingen om de to allegoriske hovedpersoner: Da de befandt sig udenfor den veristiske genre, Puccini normalt komponerede i, var han var ude af stand til helt at fatte og behandle de mytiske elementer, figurerne indebar, han var ude af stand til at "feel his way into the new, forbidding areas the myth opened up to him" – og dermed ude af stand til at afslutte operaen i de to år, der gik forud for hans pludselige død.

## Instrumentering
Orkestret til Turandot består af:
- Træblæsere: 3 fløjter (1 piccolo), 2 oboer, engelskhorn, 2 klarinetter, basklarinet, 2 fagotter, kontrafagot, 2 altsaxofoner på scenen

- Messingblæsere: 4 horn, 3 trompeter, 3 basuner, kontrabasbasun, 6 trompeter på scenen, 3 basuner på scenen, basbasun på scenen

- Slagtøj: pauker, bækkener, gongong, triangel, lilletromme, stortromme, tam tam, klokkespil, xylofon, basxylofon, rørklokker[19], på scenen: trætromme, gongong

- Tangentinstrumenter: Celeste, orgel

- Strygere: 2 harper, violiner (første- og andenvioliner), bratscher, celloer, kontrabasser

## Udvalgte arier
- "Signore, ascolta" – Liù
- "Non piangere, Liù" – Calaf
- "In questa reggia" – Turandot
- "Nessun Dorma" – Calaf